# Vladimír Kroc
Vladimír Kroc (* 29. dubna 1966 v Tlučné u Plzně) je český rozhlasový moderátor a publicista.

## Životopis
Kroc v dětství strávil dva roky v Indii, kam jeho otce vyslala na montáže plzeňská Škodovka. Poté se mu zalíbila kamera a chtěl se věnovat filmařství, ale na Filmovou a televizní fakultu Akademie múzických umění (FAMU) brali v době konce jeho středoškolských studií jen dva uchazeče. Vystudoval proto Vysokou školu ekonomickou (obor mezinárodní obchod), ale tomuto vědnímu oboru se s výjimkou čtrnáctidenního zaměstnání ve společnosti Motokov těsně po škole nikdy nevěnoval.
Ještě během vysokoškolských studií založil se spolužáky na kolejích na pražském Jarově studentský rozhlas po drátě a posléze v něm začal také vysílat. Po vojenské službě nastoupil v roce 1989 do Československého rozhlasu a po Sametové revoluci se stal parlamentním zpravodajem. Následně se však stal moderátorem rozhlasových pořadů a vysílá na stanicích Český rozhlas Radiožurnál a Český rozhlas Dvojka (dříve Praha). Působil také v České televizi, kde moderoval pořad Studio 6.
Absolvoval roční stáž v Austrálii, při které prohluboval své znalosti anglického jazyka. Z prostředí tohoto kontinentu napsal dvě publikace, a sice Orion hlavou dolů a Jižním křížem krážem. Od roku 1988 je ženatý se spolužačkou z vysoké školy a je otcem dcery Elišky a syna Kryštofa.

## Dílo
- KROC, Vladimír. Jižním křížem krážem, aneb, Austrálie a Nový Zéland v Zápisníku zahraničních zpravodajů. 1. vyd. Praha: Radioservis, 1999. 211 s. ISBN 80-86212-06-8.
- KROC, Vladimír. Dva na jednoho. 1. vyd. Brno: Jota, 2000. 235 s. ISBN 80-7217-127-5.
- KROC, Vladimír. Orion hlavou dolů, aneb, Křížem krážem jihem Austrálie. 1. vyd. Praha: Radioservis, 2000. 186 s. ISBN 80-86212-11-4.
- KROC, Vladimír. Petr Brukner: jen tak jsem šel kolem. 1. vyd. Praha: Prostor, 2021. 285 s. ISBN 978-80-7260-508-8.